# Thangorodrim
De Thangorodrim (Nederlands: Dwangbergen, Engels: Mountains of Oppression) zijn een drietal fictieve vulkanische bergen in de IJzerbergen in het noorden van Beleriand in de Silmarillion van J.R.R. Tolkien.
De Thangorodrim waren opgericht door Morgoth en waren tijdens de Eerste Era de hoogste bergen van Midden-aarde. Onder de drie toppen was het fort Angband uitgegraven tot diep in de IJzerbergen. Aan de zuidkant van de middelste top bevond zich de grote poort van het complex. Vanaf de poort liep een kloof met torens en andere fortificaties aan beide kanten. Verder bevonden zich kleinere, geheime poorten aan alle kanten van de bergen, waardoor troepen van Morgoth onverwachte uitvallen konden doen. De toppen fungeerden als schoorstenen van de smidsen van het fort, rookten dan ook constant en kwam er geregeld lava uit.
Aanvankelijk woonden Thorondor en de Arenden van Beleriand op de Thangorodrim, maar gedurende de Eerste Era migreerden ze naar Crissaegrim rond Gondolin. Húrin was door Morgoth op een hoog plateau van Thangorodrim gevangengezet.
Tijdens de Oorlog van Gramschap werden de bergen vernietigd toen de draak Ancalagon erop neerstortte en stierf.